# Villosa perpurpurea
Villosa perpurpurea är en musselart som först beskrevs av I. Lea 1861.  Villosa perpurpurea ingår i släktet Villosa och familjen målarmusslor. IUCN kategoriserar arten globalt som akut hotad. Inga underarter finns listade i Catalogue of Life.